# ريفراكتور إنجين
ريفراكتور إنجين (Refractor Engine) هو محرك ألعاب تم تطويره من قبل شركة
ريفراكشن جيمز و التي تم شراؤها عن طريق شركة شركة ديجيتال إلوجينز سي إي التابعة لـ إلكترونيك آرتس . أول ظهور له كان عام 1999 م عن طريق لعبة كود نيم إيجيل.

## الألعاب التي استخدمته
- كود نيم إيجل
- باتل فيلد 1942
- باتلفيلد فيتنام
- Rallisport Challenge
- باتلفيلد 2
- باتلفيلد 2142
- باتلفيلد هيروز
- باتلفيلد بلاي فور فري